# Ancharakandy
Ancharakandy è una suddivisione dell'India, classificata come census town, di 21.882 abitanti, situata nel distretto di Kannur, nello stato federato del Kerala. In base al numero di abitanti la città rientra nella classe III (da 20.000 a 49.999 persone).

## Geografia fisica
La città è situata a 11° 53' 52 N e 75° 29' 32 E.

## Società

### Evoluzione demografica
Al censimento del 2001 la popolazione di Ancharakandy assommava a 21.882 persone, delle quali 10.380 maschi e 11.502 femmine. I bambini di età inferiore o uguale ai sei anni assommavano a 2.156, dei quali 1.109 maschi e 1.047 femmine. Infine, coloro che erano in grado di saper almeno leggere e scrivere erano 18.724, dei quali 9.130 maschi e 9.594 femmine.